# Aldosa
|  | Per a altres significats, vegeu «L'Aldosa». |

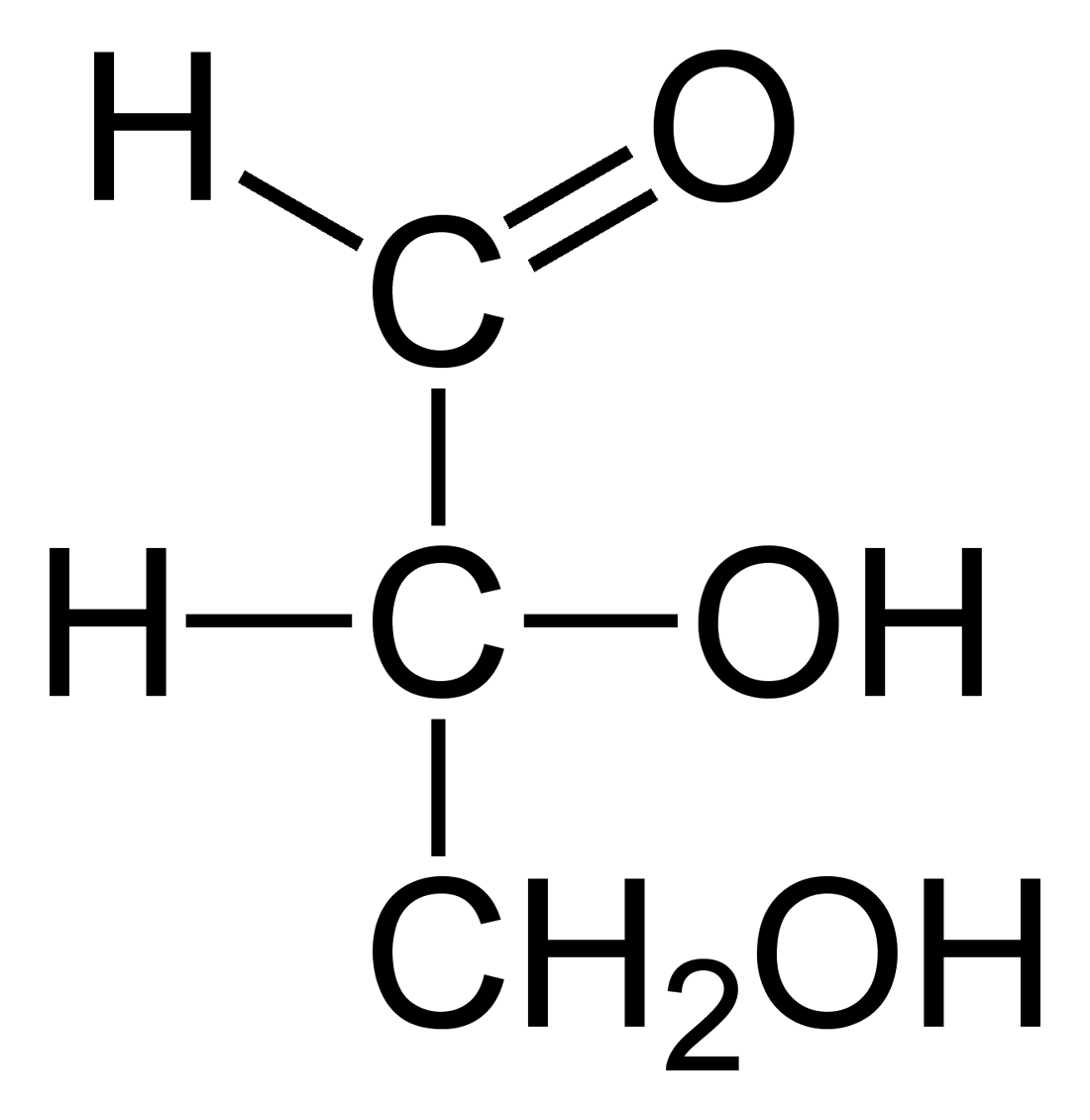
Projecció Fischer de D-gliceraldehid

Una aldosa és un monosacàrid (un sucre simple) que conté un grup aldehid per molècula i que té una fórmula química en la forma Cn(H₂O)n. Amb només tres àtoms de carboni el glicolaldehid és la més simple de totes les aldoses. Les aldoses tenen com a mínim un centre de carboni asimètric, ja que tenen estereoisomerisme. Una aldosa pot existir ja sia en la forma D o en la forma L. Els sistemes biològics tendeixen a reconèixer les D-aldoses més que no pas les L-aldoses. Les aldoses s'isomeritzen a cetoses en la transformació Lobry-de Bruyn-van Ekenstein. L'aldosa difereix de la cetosa en tenir un grup carbonil al final de la cadena de carboni mentre que el grup carbonil de la cetosa està al mig. Això permet diferenciar-les mitjançant el Test de Seliwanoff.

## Llista d'aldoses
- Dioses: glicolaldehid
- Trioses: gliceraldehid
- Tetroses: eritrosa, treosa
- Pentoses: ribosa, arabinosa, xilosa, lixosa
- Hexoses: al·losa, altrosa, glucosa, manosa, gulosa, idosa, galactosa, talosa